# 비정한 도시
"비정한 도시"는 2012년에 개봉한 대한민국의 영화이다.

## 캐스팅
- 조성하 : 돈일호 역
- 김석훈 : 김대우 역
- 이기영 : 변사채 역
- 서영희 : 홍수민 역
- 정애리 : 정예리 역
- 안길강 : 심창현 역
- 서영화 : 김은숙 역
- 지대한 : 형사반장 역
- 김태환 : 지현수 역
- 이주원 : 오선정 역
- 박정아 : 심창현 애인 역
- 김건 : 신참형사 역
- 김재승 : 김종남 역
- 박희본 : 정유미 역
- 우지해 : 김선화 역
- 남성준 : 남성철 역
- 나수원 : 나사식 역
- 손상경 : 영치금 역
- 전봉현 : 우빈 역
- 김철환 : 박창용 역
- 정재훈 : 천준영 역
- 추종범 : 추종범 역
- 김슬기 : 여경 역
- 김문흠 : 노숙인 역
- 박진서 : 웨이트리스 역
- 김기진 : 주방장 역
- 김중탁 : 트럭 운전수 역
- 권혁주 : 남 아나운서 역
- 박세희 : 여 아나운서 역
- 곽지혜 : 김빛나 역
- 최우식 : 정봉연 역